# Gelou
Gelou (in romeno Gelu; in ungherese Gyalu) (fl. X secolo) è stato il sovrano valacco della Transilvania al tempo della conquista magiara del bacino dei Carpazi intorno al 900, secondo le Gesta Hungarorum.
Malgrado tale opera, ultimata dopo il 1150, non indichi i nemici dei conquistatori ungari segnalati da annali e cronache più vicine agli eventi, si riferisce a governanti locali, incluso Gelou, non menzionati in altre fonti primarie. Di conseguenza, gli storici discutono sulla storicità o meno di Gelou, magari perché frutto della fantasia dell'anonimo autore della cronaca basso-medievale. Nella storiografia rumena, Gelou viene ricordato come uno dei tre duchi rumeni dell'inizio del X secolo al potere nelle terre nella regione intra-carpatica dell'attuale Romania.
Le Gesta Hungarorum descrivono la Transilvania dell'epoca precedente alla conquista come un paese ricco di sale e oro, che fu razziato da popoli turchi ("Cumani e Peceneghi") prima dell'arrivo dei magiari. Le ricerche archeologiche indicano che un popolo che cremava i propri morti abitava le regioni delle miniere di sale della Transilvania dal VII al IX secolo. Sebbene le armi scavate suggeriscano un'élite militare, nessuna delle fortezze transilvane altomedievali scoperte può essere datata in modo affidabile a prima del X secolo. Le Gesta Hungarorum affermano che il ducato di Gelou era abitato da valacchi e slavi: la maggior parte dei toponimi registrati dal cronista in relazione al ducato di Gelou sono però di origine ungherese. Secondo le Gesta Hungarorum, Tétény (o Tuhutum), uno dei sette capi tribù magiari, sconfisse l'esercito di Gelou presso i monti Meseș e Gelou fu ucciso vicino alle rive del torrente Căpuș mentre fuggiva verso la sua fortezza senza nome. I sudditi di Gelou si arresero quindi a Tuhutum senza ulteriore resistenza.

## Contesto storico
Ciò che si sa di Gelou deriva dalla Gesta Hungarorum (Le gesta degli ungheresi), la più antica cronaca ungherese sopravvissuta. Le Gesta furono scritte nella seconda metà del XII secolo o all'inizio del XIII secolo da un autore non identificato, forse un notaio anonimo alla corte di Béla III. L'opera descrive la conquista magiara del bacino dei Carpazi intorno al 900.
Gli ungari, insediatisi nella steppa pontico-caspica intorno all'830, iniziarono una migrazione verso ovest dopo la sconfitta da loro patita a vantaggio di una coalizione composta da peceneghi e bulgari intorno all'895. Attraversando i Carpazi, invasero l'area circostante e trovarono degli oppositori lungo il percorso, tra cui, come segnalano le Gesta Hungarorum, Gelou. L'anonimo non riferisce di Simeone I di Bulgaria, di Svatopluk I di Moravia o altri avversari noti riportati da fonti coeve, le quali raccontano invece di battaglie magiare con governanti locali (inclusi Gelou, Menumorut e Salan) non descritti in altre fonti primarie.

### La Transilvania alla vigilia della conquista ungara
La popolazione nomade di origine asiatica degli avari si impose nel bacino dei Carpazi dal 567 circa. In Transilvania, le prove archeologiche a loro attribuite intorno al 630 sono circoscritte nella regione delle miniere di sale a Ocnișoara, Ocna Mureș e Turda, e lungo i fiumi Mureș e Someș. Anche i cimiteri crematori del gruppo Mediaș, una popolazione sedentaria, si concentravano intorno alle miniere di sale dal VII al IX secolo. Sebbene i luoghi funerari di Mediaș siano stati attribuiti agli slavi, secondo Madgearu «la presenza di rumeni in questo contesto non dovrebbe essere esclusa». I nomi di molti fiumi in Transilvania, per esempio, il Bistrița ("rapido"), il Cerna ("nero"), il Dobra ("buono") e il Târnava ("spinoso"), sono di origine slava, circostanza che indica la presenza storica di una popolazione che si esprimeva in un idioma appartenente a quel gruppo linguistico. Secondo Madgearu, due speroni dell'VIII secolo rinvenuti a Șura Mică e Medișoru Mare «suggeriscono l'esistenza di cavalleria truppe di slavi e, forse, rumeni al servizio degli avari» (poiché l'uso degli speroni tra gli avari è incerto).
Il khaganato avaro si disintegrò dopo che l'impero carolingio invase le sue regioni occidentali per tre volte tra il 791 e l'803. Una colonna di pietra eretta durante il regno di Omurtag di Bulgaria commemora la morte dell'829 di un comandante bulgaro di nome Onegavon presso il fiume Tibisco, indicando che i bulgari invasero le regioni orientali del vecchio khaganato. Secondo gli Annali di Fulda, nell'894 l'imperatore Arnolfo di Carinzia inviò degli emissari ai bulgari per «chiedere che non vendessero sale ai Moravia». Questo dimostra che i bulgari controllavano, nella peggiore delle ipotesi, le strade tra le miniere di sale della Transilvania e la Moravia.

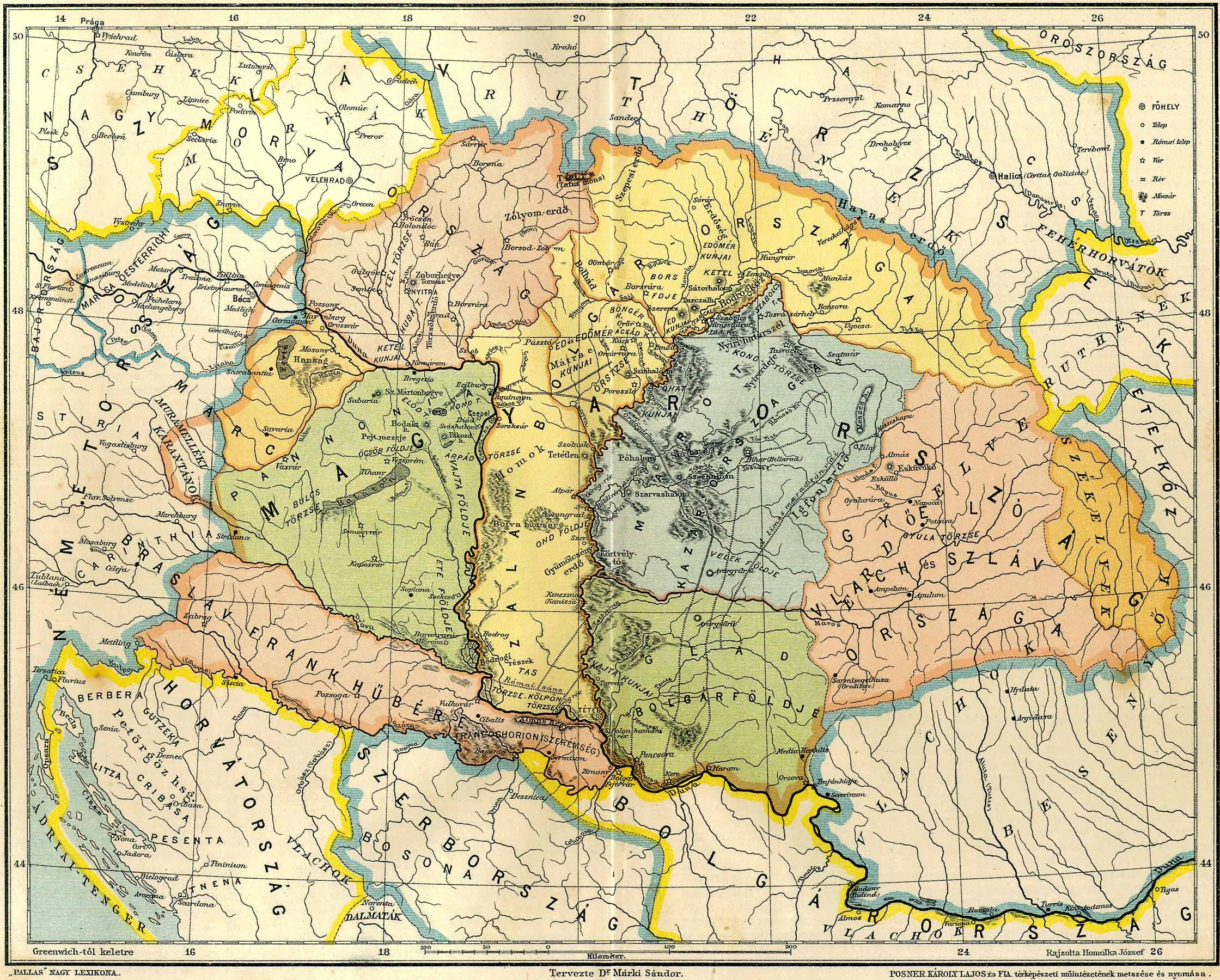
La pianura pannonica alla vigilia della "conquista magiara" in una mappa dell'inizio del XX secolo basata principalmente sulle Gesta Hungarorum (il ducato di Gelou è raffigurato in rosa)

Secondo Kurdt Horedt, István Bóna e altri storici, le ceramiche della cultura Dridu B rinvenute nella regione di Alba Iulia, simili per aspetto agli utensili in ceramica trovati lungo il basso Danubio, dimostra che i traci ampliarono la loro autorità su questa regione. Altri storici (incluso Victor Spinei) rigettano questa teoria, sostenendo che i reperti possono provare solo influenze culturali dalla penisola balcanica. Il cosiddetto "gruppo di Ciumbrud" di cimiteri, anch'esso portato alla luce vicino ad Alba Iulia, vede orecchini e accessori di abbigliamento analoghi a reperti della regione del basso Danubio e della Grande Moravia. Speroni, armi e altri oggetti franchi rinvenuti a Iernut, Tărtăria e altri siti della Transilvania dimostrano il commercio del IX secolo con l'impero carolingio. Si trattava anche di speroni simili comunemente impiegati in Bulgaria e dai magiari del X secolo.
Secondo gli storici Vlad Georgescu, Ioan-Aurel Pop e Alexander Madgearu, l'esistenza di un governatore valacco del IX secolo nella regione carpato-danubiana è certificata dalle Gesta Hungarorum e da fonti coeve. La traduzione di Alfredo il Grande della Historiae Adversus Paganos (un'opera del V secolo di Paolo Orosio) fa riferimento ai «Daci, che erano precedentemente Goti» e vivevano ad est dei Moravi e della «terra della Vistola». Lo studioso persiano dell'XI secolo Gardēzī, che studiò le opere della fine del IX secolo di Abu Abdallah al-Jayhani, scrive dei Nandari, «un popolo di Rūm completamente cristiano» che abitava il basso Danubio e i Carpazi. Pop li identifica come rumeni, mentre Bóna e Kristó li considerano bulgari perché nándor era l'esonimo ungherese che stava per bulgari. Un'opera geografica armena menziona «un luogo sconosciuto chiamato Balak» a nord della Bulgaria. Secondo Pop e Georgescu, ciò dimostra che nella regione esisteva una comunità valacca alla fine del IX secolo. Dai manoscritti studiati emerge che il riferimento a Balak è stato interpolato dopo il 1000, con il testo originale che descrive il «grande paese della Dacia» e le sue 25 tribù slave. La Cronaca degli anni passati, inerente ad eventi accaduti nella Rus' di Kiev, potrebbe riflettere la memoria di quest'evento quando si racconta di come gli ungari espulsero i Volokhi o Volkhi che in precedenza avevano soggiogato la patria degli slavi in Pannonia. Secondo un filone storiografico, i Volokhi e Volkhi andrebbero intesi come i franchi, mentre altri accademici li associano invece ai valacchi (rumeni), o addirittura agli antichi romani.
Sebbene gli studiosi rumeni abbiano identificato circa una dozzina di siti fortificati della Transilvania nel ducato di Gelou, nessuno può essere considerato con sicurezza risalente a prima della fine del nono secolo. I forti di Dăbâca e Șirioara furono distrutti tra gli ultimi decenni del X secolo e il primo metà dell'XI, ma la loro esistenza prima del 900 non appare provata. Al contrario, a Dăbâca, «le prove pubblicate finora, anche se scarse, testimoniano di un'occupazione del sito nel IX secolo», almeno secondo l'archeologo Florin Curta. Quest'ultimo menziona due coppie di ciondoli a forma di campana, trovati all'esterno del forte, che sono simili ai manufatti moravi del IX secolo. Un altro accademico rumeno, Alexandru Madgearu, scrive che i ciondoli a forma di campana furono realizzati solo dopo il 965 circa, perché gioielli simili erano stati trovati in siti datati tra l'ultimo terzo del X secolo e la prima metà dell'XI secolo. I reperti ceramici suggeriscono che la fortezza di Cluj-Mănăștur potrebbe essere stata costruita durante il IX o X secolo. Le altre fortezze altomedievali a Moigrad, Ortelec, Șimleu Silvaniei e Zalnoc furono costruite a cavallo tra il X e l'XI secolo, e il forte a Moldovenești anche più tardi. Le leggende legate alla caduta in rovina dei forti a Gheorgheni, Gilău e Ugruțiu, avvenute durante il governo di Gelou, restano solo un'utopia, trattandosi di località che erano state frequentate in epoca molto antica, già durante l'Età del ferro. Secondo Vlad Georgescu, più di 40 siti scavati in Transilvania possono essere identificati come insediamenti facenti capo al ducato di Gelou.

## Biografia

### Gelou e il suo ducato

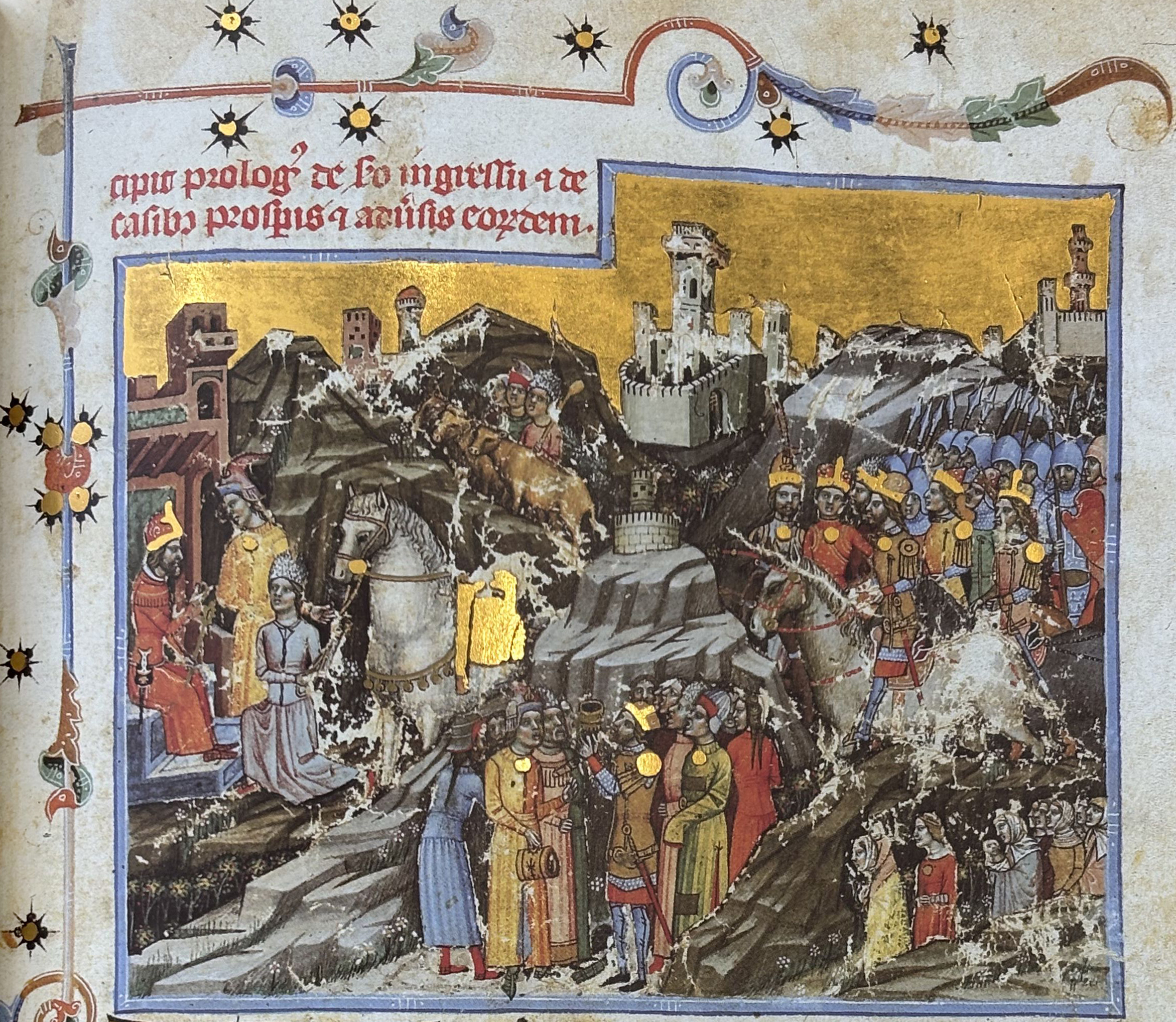
L'arrivo dei magiari nel bacino carpatico come ritratto nella Cronaca illuminata. Secondo questa fonte e altre cronache del XIV secolo, i magiari arrivarono in Transilvania dopo aver attraversato i Carpazi (una ricostruzione in contraddizione con il resoconto dell'anonimo sulla rotta magiara)

Secondo l'anonimo autore delle Gesta Hungarorum, «Slavi, Bulgari, Valacchi e i pastores Romanorum, ovvero le popolazioni pannoniche romanizzate», abitavano il bacino dei Carpazi quando i magiari invasero il territorio. Il cronista descrive la Transilvania (terra ultrasilvana, "la terra oltre i boschi") che videro gli ungari appena giunti come una zona ricca di miniere di sale e fiumi che traboccano d'oro, oltre che abitata da «Valacchi e Slavi». Nella descrizione, registra i nomi di cinque fiumi o passi di montagna della Transilvania: molti di essi (Almaș, Aștileu, Căpuș e Mezeș) sono di origine ungherese. Nelle Gesta Hungarorum, Gelou è descritto come «un certo valacco» e «principe dei Valacchi», segno che questi ultimi erano considerati l'etnia dominante della Transilvania.
Secondo l'anonimo autore, Gelou «non era un'autorità forte e non aveva intorno a sé buoni guerrieri». I valacchi e gli slavi della Transilvania erano «i più vili del mondo», perché «non impiegavano altra arma all'infuori di archi e frecce»; la debolezza della Transilvania era il risultato di frequenti incursioni causate dai «Cumani e [dai] Peceneghi». Secondo Ioan Aurel Pop, la descrizione dell'anonimo dei sudditi di Gelou indica un popolo sedentario pronto a rispondere alla chiamata alle armi in caso di bisogno. Carlile Aylmer Macartney scrive che i termini Blasii e Picenati utilizzati per indicare valacchi e peceneghi e il riferimento ai loro «archi e frecce» suggeriscono che il cronista anonimo abbia preso in prestito il testo da un'opera che descrive il percorso della terza o quarta crociata attraverso i Balcani. Nello specifico, il testo incriminato risulterebbe la Historia de expeditione Friderici imperatoris, che si riferisce ai valacchi e ai cumani e ai loro archi e frecce. Basandosi sul racconto dell'autore medievale, Sălăgean afferma che il dominio di Gelou era il meno esteso rispetto a quello degli altri cinque menzionati nella Gesta Hungarorum.

### Conquista della Transilvania

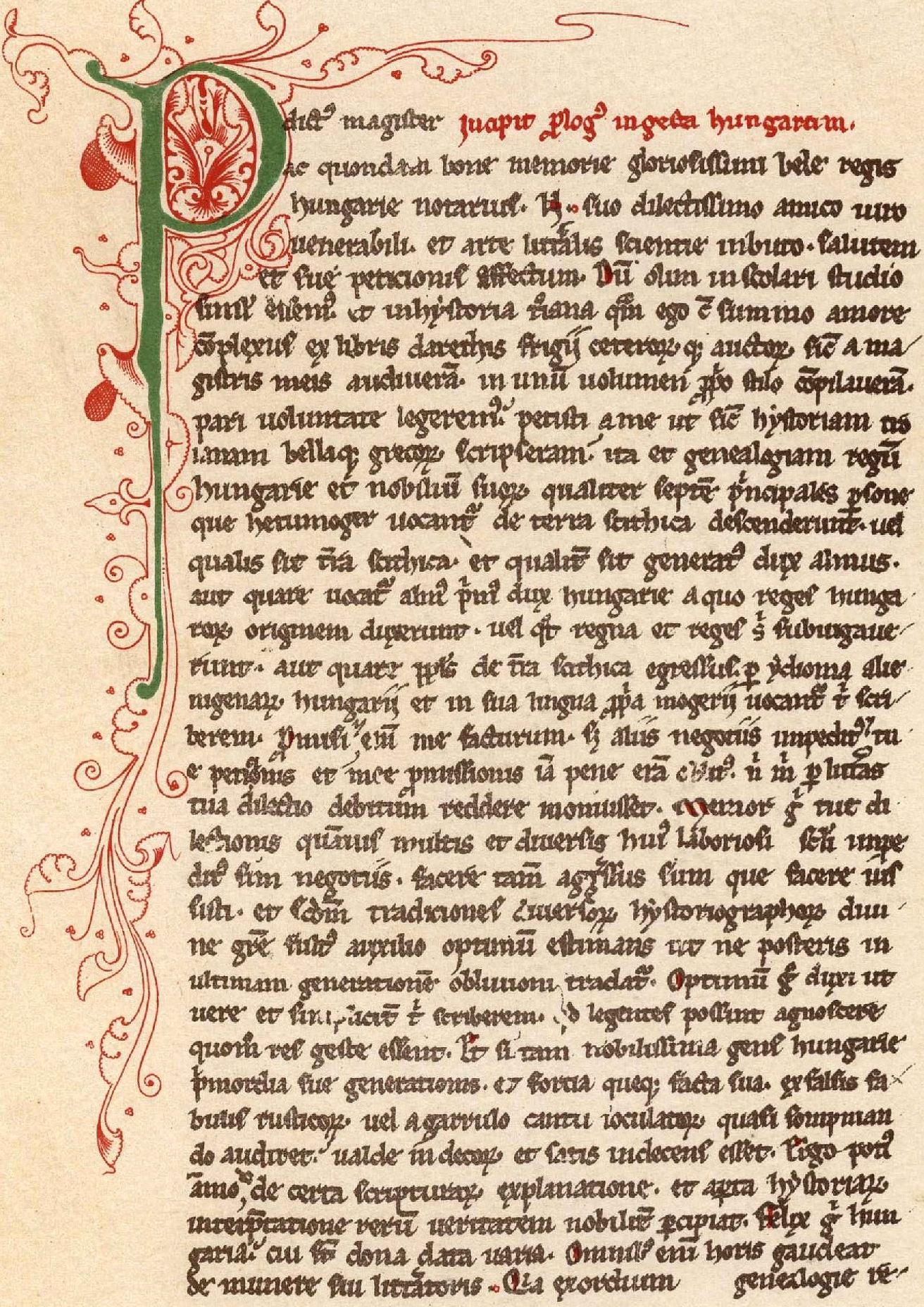
La prima pagina dell'unico manoscritto che conserva il testo della Gesta Hungarorum, l'unica cronaca che menziona Gelou

L'anonimo e Simone di Kéza, alla fine del XIII secolo, suggeriscono che i magiari aggirarono la Transilvania dopo aver attraversato i Carpazi settentrionali. Tuttavia, le cronache ungheresi del Trecento conservano una tradizione che contraddice queste narrazioni. Stando alla Chronica Picta, i magiari arrivarono per la prima volta in Transilvania (Erdelw) grazie alla loro marcia di conquista, «rimanendo[vi] e facendo riposare le loro mandrie» per un arco temporale indeterminato prima di spostarsi più a ovest.
Le Gesta Hungarorum raccontano di un incontro di tre capi ungari (Teteny (o Tuhutum), Szabolcs e Tas) dopo la loro vittoria su Menumorut, che è descritto come il signore di Bihor. In seguito, si decise che «il confine del regno del Gran principe Árpád sarebbe passato per i monti Mezeș», costringendo la popolazione locale a costruire una barricata in pietra e legno al nuovo confine. Tétény inviò presto un ricognitore, «padre Agmánd Apafarkas», per perlustrare la terra a est dei monti Mezeș. Una volta che questo lo informò della ricchezza della Transilvania e della debolezza del suo sovrano, Tétény «spedì i suoi inviati» ad Árpád per ottenere il permesso per l'attacco. Ottenuto il consenso del principe, Tétény si precipitò verso i monti Mezeș; secondo Madgearu, il suo attacco era «chiaramente mirato al distretto delle miniere di sale» della Transilvania.
Gelou «radunò il suo esercito e cavalcò in fretta» fino al confine nel tentativo di arrestare gli invasori. Tétény attraversò la foresta in una sola giornata, costringendo Gelou a ritirarsi presso il fiume Almaș e lì si scontrò sul campo di battaglia con i magiari. Il giorno successivo, Tétény separò il suo esercito e «mandò un troncone un po' più a monte» per attraversare l'Almaș e cogliere di sorpresa Gelou. Quest'ultimo ne uscì sconfitto, con molti dei suoi uomini uccisi o catturati. Sebbene sfuggì in tempo dal campo di battaglia verso «il suo castello accanto al fiume Someș», i soldati al seguito di Tétény lo inseguirono e lo uccisero sulle rive del Căpuș, vicino al luogo in cui si trova Gilău (menzionato per la prima volta nel XIII secolo). Quando seppero della morte del loro signore, gli abitanti della Transilvania cedettero, riconoscendo Tétény come loro nuovo signore. In seguito, gli giurarono fedeltà in un luogo chiamato poi Așchileu (in ungherese Eskellő, che deriva da eskü e significa "giuramento"). L'anonimo conclude il suo resoconto della conquista ungara della Transilvania dicendo che Tétény governò la regione appena menzionata «pacificamente e felicemente da quel giorno, ma i suoi posteri lo possedettero solo fino ai tempi del Santo Re Stefano» (il quale conquistò la provincia intorno al 1000).

## Giudizio storiografico

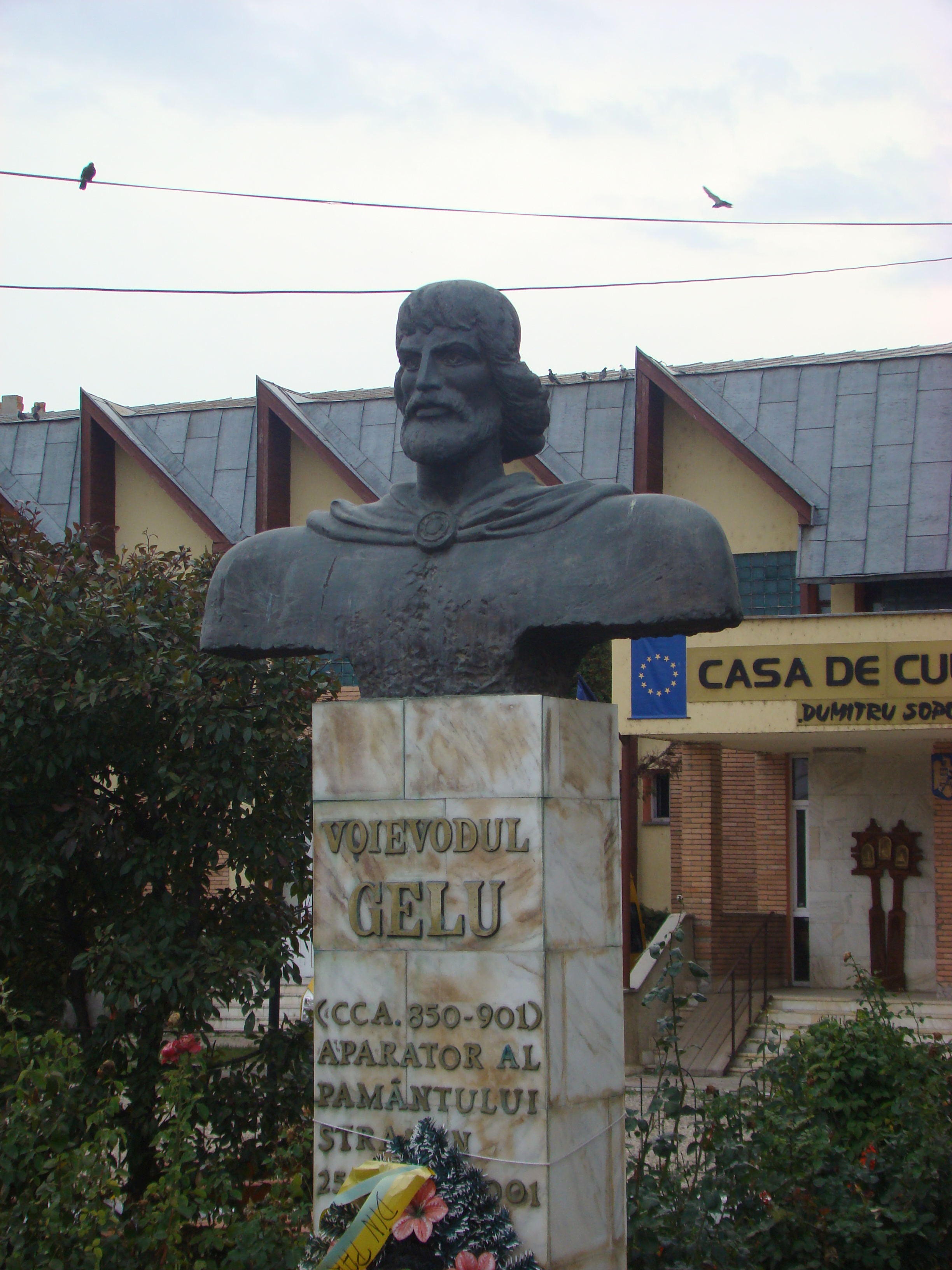
Busto di Gelou a Gilău, in Romania

L'affidabilità della Gesta Hungarorum, in particolare per quanto riguarda Gelou, Glad, Menumorut e gli altri sovrani che si frapposero ai conquistatori magiari, è stata dibattuta dagli studiosi sin dalla pubblicazione della cronaca durante la fine del XVIII secolo. La maggior parte degli storici rumeni (inclusi Vlad Georgescu, Alexandru Madgearu e Victor Spinei) ritiene che le vicende relative ai tre duchi dell'anonimo e ai loro regni sono affidabili. Secondo Florin Curta, gli archeologi rumeni «hanno compiuto ogni sforzo possibile [...] per dimostrare che le Gesta erano una fonte affidabile per la storia medievale della Transilvania (rumena)» durante gli scavi a Dăbâca (la presunta residenza di Gelou) tra la fine degli anni '60 e gli anni '80, ma erano «rimasti basiti dal fatto che non fosse stata trovata alcuna prova sostanziale per dimostrare la veridicità del resoconto cronistico». Madgearu commenta sul «racconto sulla conquista» della Transilvania dell'anonimo che «combina dati tratti dalla tradizione orale con fatti inventati», ma «Gelou era un personaggio reale e il suo nome potrebbe essere autentico». Anche Spinei scrive che il grosso dei resoconti delle Gesta Hungarorum «non è frutto di invenzioni, ma gode di un discreto substrato di fonti, pur individuandosi talvolta degli anacronismi». Lo storico cita il ruolo dei cumani come esempio, facendo notare che la parola ungherese tradotta dall'anonimo come "Cumani" (kun) si riferiva originariamente a qualsiasi tribù nomade turca.
Altri storici ungheresi, tra cui István Bóna, Dennis Deletant, Pál Engel e Gyula Kristó, sostengono invece che l'anonimo non aveva una reale conoscenza del bacino dei Carpazi (compresa la Transilvania) al momento della conquista ungara e inventò tutti gli oppositori dei suoi antenati perché aveva bisogno di creare degli antagonisti che sarebbero stati sconfitti. Se si segue questa visione, Gelou rientra tra le sei «figure immaginarie» battezzate dall'anonimo con il nome di un fiume, di una collina o di un insediamento (si pensi a Laborec, Menumorut e Zobor). Pertanto, sempre secondo questa teoria, Gelou dovrebbe il suo nome a Gilău (Gyalu in ungherese), il centro abitato della Transilvania in cui Gelou perse la vita nelle Gesta. Per Tudor Sălăgean, il villaggio di Gilău dovrebbe invece il suo nome al duca. Zoltán Kordé dice che i nomi dell'insediamento e del nobile potrebbero avere origini ungheresi o turche.

### Fonti primarie
- Anonimo notaio di re Béla, Gesta Hungarorum, traduzione di Martyn Rady e László Veszprémy, CEU Press, 2010, ISBN 978-963-9776-95-1.
- (LA) Annali di Fulda, su dmgh.de. URL consultato il 17 settembre 2021.
- Anania di Shirak, Geografia, traduzione di Robert H. Hewsen, Dr. Ludwig Reichert Verlag, 1992, ISBN 3-88226-485-3.
- Dezső Dercsényi (a cura di), Chronica Picta, Corvina, Taplinger Publishing, 1970, ISBN 0-8008-4015-1.
- Nestore di Pečers'k, Cronaca degli anni passati: XI-XII secolo, traduzione di Alda Giambelluca Kossova, San Paolo, 2005, ISBN 978-88-21-55264-9.

### Fonti secondarie
- (EN) Lucian Boia, History and Myth in Romanian Consciousness, Central European University Press, 2001, ISBN 963-9116-96-3.
- (EN) István Bóna, The Hungarian–Slav Period (895–1172), in History of Transylvania, Akadémiai Kiadó, 1994,  pp. 109-177, ISBN 963-05-6703-2.
- (EN) Florin Curta, Transylvania around A.D 1000, in Europe around the Year 1000, Wydawn, 2001,  pp. 141-165, ISBN 83-7181-211-6.
- (EN) Dennis Deletant, Ethnos and Mythos in the History of Transylvania: the case of the chronicler Anonymus, in Historians and the History of Transylvania, Boulder, 1992,  pp. 67-85, ISBN 0-88033-229-8.
- (EN) Pál Engel, The Realm of St Stephen: A History of Medieval Hungary, 895-1526, I.B. Tauris Publishers, 2001, ISBN 1-86064-061-3.
- (EN) Vlad Georgescu, The Romanians: A History, Ohio State University Press, 1991, ISBN 0-8142-0511-9.
- (EN) Ryszard Grzesik, Blasi and Pastores Romanorum in the Gesta Hungarorum by an Anonymous Notary, in Res Historica, vol. 41, n. 11, 2016,  pp. 28-29, DOI:10.17951/rh.2016.0.25, ISSN 2082-6060 (WC · ACNP).
- (HU) György Györffy, Anonymus: Rejtély vagy történeti forrás [Anonimo: Un Enigma o una Fonte storica], Akadémiai Kiadó, 1988, ISBN 963-05-4868-2.
- (HU) Gyula Kristó, Pál Engel e Ferenc Makk, Gyalu, in Korai magyar történeti lexikon (9-14. század) [Enciclopedia dell'Antica Storia Ungherese (IX–XIV secolo)], Akadémiai Kiadó, 1994,  p. 241, ISBN 963-05-6722-9.
- (EN) Gyula Kristó, Hungarian History in the Ninth Century, Szegedi Középkorász Műhely, 1996, ISBN 978-1-4039-6929-3.
- (EN) Gyula Kristó, Early Transylvania (895-1324), Lucidus Kiadó, 2003, ISBN 963-9465-12-7.
- (EN) Carlile A. Macartney, The Medieval Hungarian Historians: A Critical & Analytical Guide, Cambridge University Press, ISBN 978-0-521-08051-4.
- (EN) Carlile A. Macartney, The Magyars in the Ninth Century, Cambridge University Press, 1968, ISBN 978-0-521-08070-5.
- (EN) Alexandru Madgearu, Salt Trade and Warfare: The Rise of Romanian-Slavic Military Organization in Early Medieval Transylvania, in East Central & Eastern Europe in the Early Middle Ages, The University of Michigan Press, 2005a,  pp. 103-120, ISBN 978-0-472-11498-6.
- (EN) Alexandru Madgearu, The Romanians in the Anonymous Gesta Hungarorum: Truth and Fiction, Romanian Cultural Institute, Center for Transylvanian Studies, 2005b, ISBN 973-7784-01-4.
- (EN) Thomas Nägler, Transylvania between 900 and 1300, in The History of Transylvania, vol. 1, Romanian Cultural Institute (Center for Transylvanian Studies), 2005,  pp. 198-231, ISBN 973-7784-00-6.
- (EN) Ioan-Aurel Pop, Romanians and Hungarians from the 9th to the 14th Century: The Genesis of the Transylvanian Medieval State, Centrul de Studii Transilvane, Fundaţia Culturală Română, 1996, ISBN 973-577-037-7.
- (EN) András Róna-Tas, Hungarians and Europe in the Early Middle Ages: An Introduction to Early Hungarian History, CEU Press, 1999, ISBN 978-963-9116-48-1.
- (EN) Tudor Sălăgean, Romanian Society in the Early Middle Ages (9th–14th Centuries AD), in History of Romania: Compendium, Romanian Cultural Institute (Center for Transylvanian Studies), 2005,  pp. 133-207, ISBN 978-973-7784-12-4.
- (RO) Tudor Sălăgean, Tara lui Gelou: Contributii la istoria Transilvaniei de Nord in secolele IX-XI [Il regno di Gelou: contributo alla storia della Transilvania settentrionale nei secoli IX-XI], Argonaut, 2006, ISBN 978-973-109-007-8.
- (EN) Victor Spinei, The Romanians and the Turkic Nomads North of the Danube Delta from the Tenth to the Mid-Thirteenth Century, Brill, 2009, ISBN 978-90-04-17536-5.